# Heinz Freude
Heinz Freude (* 25. Januar 1911 in Bautzen; † 7. Januar 2007 in Ancona) war ein deutscher Lehrer und Koleopterologe. Sein zentrales Werk ist Die Käfer Mitteleuropas, das er mit Karl-Wilhelm Harde und Gustav Adolf Lohse herausgab.

## Leben

### Jugend
Heinz Freude wurde als Sohn des Werkmeisters Camillo Freude und dessen Frau Bertha Freude (geborene Thomas) 1911 in Bautzen geboren. Er besuchte die Volksschule in Bautzen und anschließend die Landständische Oberschule am gleichen Ort und legte dort schließlich 1930 das Abitur ab.

### Lehrerberuf und Kriegseinsatz
Nach dem Abitur ging Freude an die Universität Leipzig, um dort ein Lehramtsstudium in den Fächern Musik, Zoologie und Botanik zu beginnen. 1935 schloss er mit der Staatsprüfung ab.
Ab 1936 hatte er eine Anstellung als Studienreferendar an der Bautzener Oberrealschule und der Löbauer Oberschule sowie ab 1937 am Meißener Franziskaneum. Aufgrund eines Mangels an Lehrstellen verschlug es Freude anschließend an die Berufsschulen in Königsbrück und Altenberg im Erzgebirge, bevor er von 1938 bis 1941 als Studienassessor an den Oberschulen im pommerschen Belgard arbeitete. 1941 wurde er zur Wehrdienst eingezogen und nahm als Infanterist am Russlandfeldzug der Wehrmacht teil. Im Oktober 1941 wurde er schwer am Kehlkopf verwundet. Er wurde daraufhin 1942 im Universitätsklinikum Heidelberg operiert. Im gleichen Jahr wurde er zum Oberstudienrat ernannt und formell an die Oberschulen in Fraustadt und Bunzlau versetzt. Tatsächlich aber versah er seinen Militärdienst als Schreibkraft in Belgard und Flatow weiter. Im Rahmen eines Studienurlaubs beurlaubte ihn die Wehrmacht 1944 vom Dienst.

### Erneutes Studium und wissenschaftliche Tätigkeit
Zunächst begann Freude ein Studium an der Kunstakademie in Dresden, musste dies aber aufgrund des herannahenden Kriegs aufgeben. Er ging schließlich nach München und studierte dort Medizin; seinen Krankenpflegedienst absolvierte er in Aschau im Chiemgau, wo er das Ende des Zweiten Weltkriegs miterlebte. Die Umstände im Nachkriegsdeutschland machten ihm die Fortsetzung seines Studiums unmöglich und so nahm er eine Stelle an der Zoologischen Staatssammlung in München an – zunächst als wissenschaftlicher Hilfsarbeiter, dann als Verwalter einer Assistentenstelle und schließlich ab 1948 als wissenschaftlicher Assistent. 1952 wurde er Konservator, im Jahr 1958 folgte seine Promotion zum Dr. rer. nat. mit der Arbeit Die Monommiden der Welt. Im Jahre 1965 wurde Freude zum Oberkonservator ernannt, 1972 – ein Jahr vor seinem Ruhestand – zum Landeskonservator. 2007 verstarb er im italienischen Ancona.

## Werk
Heinz Freude veröffentlichte im Laufe seines Lebens rund 80 wissenschaftliche Arbeiten zu Käfern. Neben der vierteiligen Monographie Die Monommiden der Welt, die als seine Dissertationsschrift fungierte, fallen darunter auch umfassende Arbeiten zu den amerikanischen Schwarzkäfern (Tenebrionidae) in drei Teilen und der Gattung Zabrus. Zusammen mit Karl-Wilhelm Harde, Gustav Adolf Lohse und Bernhard Klausnitzer gab er das Handbuch Die Käfer Mitteleuropas in 11 Bänden und 4 Supplements heraus, das als Standardwerk für die Käferbestimmung in Mitteleuropa gilt.